# Lucas González Balcarce
Lucas González Balcarce fue un militar español, luego argentino, primo del general Antonio González Balcarce, que luchó en la Guerra de Independencia de la Argentina, muriendo en combate.

## Biografía
Lucas González Balcarce nació en la ciudad de Buenos Aires el 17 de octubre de 1777, hijo del capitán español peninsular Juan Antonio González Balcarce Elat, hermano del coronel de los Reales Ejércitos y comandante de los Blandengues de Buenos Aires Francisco González Balcarce Elat, y de la porteña María Eusebia Martínez Fontes.
Ingresó como alférez a la 6.º compañía del Regimiento de Caballería de la Patria el 11 de agosto de 1810 y se incorporó al Ejército del Norte luchando en la Batalla de Suipacha y en la de Huaqui.
Con el grado de teniente, murió de un balazo en el combate de Nazareno el 12 de enero de 1812 junto a su primo Francisco María González Balcarce.
Estaba casado con Gerónima Gaitán, a la que se le acordó pensión en septiembre de 1856.